# Percnia maculata
Percnia maculata là một loài bướm đêm trong họ Geometridae.